# Cálice (canção)
"Cálice" é uma canção escrita e originalmente interpretada pelos compositores brasileiros Chico Buarque e Gilberto Gil em 1973, mas foi lançada somente em 1978.
Censurada pela ditadura militar, a canção foi liberada cinco anos depois e apareceu pela primeira vez no álbum Chico Buarque, tendo Milton Nascimento nos versos de Gil, e em seguida no álbum Álibi de Maria Bethânia.

## História
"Cálice" foi composta para o show Phono 73, que a gravadora Phonogram (atual Universal) organizou no Palácio das Convenções do Anhembi, em São Paulo, em maio de 1973. O evento reuniria em duplas os maiores nomes de seu elenco, onde deveria ter sido cantada por Gil e Chico.
No dia do show, quando os dois começaram a cantar "Cálice" tiveram os microfones desligados. De acordo com Gil, a canção havia sido apresentada à censura e eles foram recomendados a não cantá-la. Os dois haviam decidido, então, cantar apenas a melodia da canção, pontuando-a com a palavra "cálice", mas isto também não foi possível. Segundo o relato do Jornal da Tarde, a Phonogram resolveu cortar o som dos microfones, para evitar que a música, mesmo sem a letra, fosse apresentada. Irritado, Chico tentou os microfones mais próximos, que também foram cortados em seguida.
A canção foi finalmente liberada cinco anos depois, tendo sido lançada em novembro de 1978 no álbum Chico Buarque ao lado de Apesar de Você, O Meu Amor, Tanto Mar e outras canções censuradas pelo regime. À época, Chico declarou que aquele não era o tipo de canção que estava compondo (estava trabalhando no repertório de Ópera do Malandro), mas que elas deveriam ser registradas, pois a liberação tardia não pagava o prejuízo da proibição. Na gravação, as estrofes de Gil, que estava trocando a PolyGram pela WEA, foram interpretadas por Milton Nascimento, fazendo coro com o MPB4, em dramático arranjo de Magro.
"Cálice" é uma canção com muitas metáforas nas quais Chico Buarque e Gilberto Gil usaram para contar sobre a situação em que vivia a sociedade durante a ditadura militar. O desejo expresso na canção é o de se livrar das desigualdades sociais no Brasil nesse período. Eles abordaram ainda, a questão do envolvimento de políticos com mortes ocorridas no período, denunciam os métodos de tortura e repressão que eram submetidos às vítimas para conseguir o silencio das mesmas e o desejo de libertar-se das imposições feitas pelo governo militar. Expõe a realidade do regime militar nas entrelinhas.

## Composição
Gil havia composto o refrão "Pai, afasta de mim este cálice / de vinho tinto de sangue", uma óbvia alusão à agonia de Jesus Cristo no Calvário, tendo a ambiguidade (cálice / cale-se) sido imediatamente percebida por Chico. Esse elaborado jogo de palavras tinha a intenção de despistar a censura da ditadura militar brasileira. Gil havia composto ainda a primeira estrofe da canção. A partir de dois encontros com Chico, compôs a melodia e as demais estrofes, quatro no total, sendo a primeira e a terceira de Gil e a segunda e a quarta de Chico.

## Versões
Em dezembro do mesmo ano, foi a vez da cantora Maria Bethânia gravar a canção também no seu álbum Álibi. Bethânia interpretou a canção com a força dramática que já era conhecida como sua marca. A teatralidade da cantora adicionou mais significado em cada palavra interpretada por ela. Um clipe com a performance da cantora foi exibido na época pelo programa Fantástico da Rede Globo. Criolo produziu também um Rap mantendo intertextualidade com a música original , no ano de 2007, obtendo um feedback positivo do compositor Chico Buarque.